# 루터 (드라마)
루터(영어: Luther 루서[*])는 2010년부터 2019년까지 BBC One에서 방영된 영국의 심리, 범죄, 스릴러 드라마이다.
2018년 하반기에 한국 제작 리메이크 나쁜 형사가 MBC 드라마 본부에서 월화 미니시리즈로 편성이 확정되었다.

## 개요
강력반(후에 강력·연쇄범죄반) 소속 존 루터 경감(DCI)은 숙적인 사이코패스 살인자 앨리스를 증거 부족으로 감옥에 넣지 못한다. 이후 앨리스는 점차 루터가 쫓는 다른 범죄자들과 관련해 유용한 조언을 해주는 일종의 동반자가 되어간다.

## 배역
- 이드리스 엘바 - 존 루터 경감 역
- 루스 윌슨 - 앨리스 모건 역
- 스티븐 매킨토시 - 이언 리드 경감 역
- 인디라 바마 - 조이 루터, 아내 역
- 폴 맥갠 - 마크 노스 역
- 워런 브라운 - 저스틴 리플리, 파트너가 된 후배 역
- 패트릭 맬러하이드 - 조지 코닐리어스, 범죄 조직 두목 역

## 방영 정보
| 시즌 | 화수 | 시작일           | 종료일           |
| ---- | ---- | ---------------- | ---------------- |
| 1    | 6    | 2010년 5월 4일   | 2010년 6월 8일   |
| 2    | 4    | 2011년 6월 14일  | 2011년 7월 5일   |
| 3    | 4    | 2013년 7월 2일   | 2013년 7월 23일  |
| 4    | 2    | 2015년 12월 15일 | 2015년 12월 22일 |
| 5    | 4    | 2019년 1월 1일   | 2019년 1월 4일   |
| 영화 | 영화 | 2023년 2월 24일  | 2023년 2월 24일  |

## 같이 보기
- 《나쁜 형사》 - 문화방송 월화 드라마 (2018년 하반기 방영작)